# Русов Петро Олександрович
Петро Олександрович Русов (біл. Пётр Аляксандравіч Русаў, 10 липня 1947, село Прибар, Гомельська область) — білоруський археолог.

## Біографія
У 1974 році закінчив Мінський педінститут. Працював вчителем історії в середніх навчальних закладах в Крупському районі та Мінську, з 1981 року в Інституті історії АН Білорусі лаборант, молодший науковий співробітник, потім в Білоруському реставраційно-проектному інституті — провідний археолог. Брав участь в археологічних експедиціях: досліджував пам'ятки, проводив розкопки. У Мінську вивчав дерев'яну забудову Середньовіччя.
Надрукував ряд статей про результати археологічних розкопок в Мінську: «Розкопки в Мінську», «Дерев'яні споруди Мінського замчища», «Побутові споруди стародавнього Мінська» та інші, а також видав книгу «Драўляныя пабудовы Менска XIII—XVII стст.» (1992).